# (16107) Chanmugam
(16107) Chanmugam est un astéroïde de la ceinture principale.

## Description
(16107) Chanmugam est un astéroïde de la ceinture principale. Il fut découvert le 27 novembre 1999 à Bâton-Rouge par Walter R. Cooney, Jr.. Il présente une orbite caractérisée par un demi-grand axe de 2,72 UA, une excentricité de 0,04 et une inclinaison de 4,5° par rapport à l'écliptique.

## Compléments